# Atletas Olímpicos da Rússia nos Jogos Olímpicos de Inverno de 2018
Devido a suspensão da Rússia pelo Comitê Olímpico Internacional, apenas alguns atletas russos estavam autorizados a participar dos Jogos Olímpicos de Inverno de 2018, realizados na cidade de Pyeongchang, na Coreia do Sul, sob a designação Atletas Olímpicos da Rússia.
Com o escândalo institucional de doping no país, o status dos atletas russos que competiriam nas Olimpíadas de Inverno estava incerto desde a publicação atualizada do Relatório McLaren em dezembro de 2016. Em 5 de dezembro de 2017, foi anunciado pelo COI que a Rússia seria autorizada a competir com o nome de "Atletas Olímpicos da Rússia" (OAR), sob uma bandeira neutra e o hino olímpico tocado em qualquer cerimônia.
Para participar dos Jogos, os atletas considerados "limpos" tiveram que comprovar sua situação física, com testes pré-evento adicionais e reanálise de amostras antidoping armazenadas. Somente se esses requisitos fossem cumpridos os atletas poderiam ser convidados a participar das Olimpíadas. Nenhum dos atletas que foram sancionados pela Comissão Oswald (responsável por investigar as violações de doping durante os Jogos Olímpicos de 2014) estavam habilitados a competir, apesar de vários apelarem até o último momento ao Tribunal Arbitral do Esporte para que pudessem participar. O número final de atletas russos neutros convidados foi de 168, com representantes em todas as quinze modalidades em disputa.

## Medalhas
| Atleta | Esporte                                | Evento                            | Medalha |
| --- | -------------------------------------- | --------------------------------- | ------- |
| Alina Zagitova | Patinação artística                    | Individual feminino               | Ouro    |
| Artyom Zub Vladislav Gavrikov Ivan Telegin Sergei Mozyakin Sergei Andronov Pavel Datsyuk Sergey Kalinin Mikhail Grigorenko Vyacheslav Voynov Andrei Zubarev Ilya Kablukov Igor Shestyorkin Ilya Sorokin Egor Yakovlev Sergei Shirokov Alexey Marchenko Bogdan Kiselevich Ilya Kovalchuk Nikolai Prokhorkin Kirill Kaprizov Vasily Koshechkin Vadim Shipachyov Nikita Nesterov Alexander Barabanov Nikita Gusev | Hóquei no gelo                         | Masculino                         | Ouro    |
| Mikhail Kolyada Evgenia Medvedeva Alina Zagitova Evgenia Tarasova Vladimir Morozov Natalia Zabiiako Alexander Enbert Ekaterina Bobrova Dmitri Soloviev | Patinação artística                    | Equipes                           | Prata   |
| Nikita Tregubov | Skeleton                               | Masculino                         | Prata   |
| Andrey Larkov Alexander Bolshunov Alexey Chervotkin Denis Spitsov | Esqui cross-country                    | Revezamento 4x10 km masculino     | Prata   |
| Denis Spitsov Aleksandr Bolshunov | Esqui cross-country                    | Velocidade por equipes masculinas | Prata   |
| Evgenia Medvedeva | Patinação artística                    | Individual feminino               | Prata   |
| Aleksandr Bolshunov | Esqui cross-country                    | 50 km clássico masculino          | Prata   |
| Semion Elistratov | Patinação de velocidade em pista curta | 1500 m masculino                  | Bronze  |
| Yulia Belorukova | Esqui cross-country                    | Velocidade individual feminino    | Bronze  |
| Alexander Bolshunov | Esqui cross-country                    | Velocidade individual masculino   | Bronze  |
| Denis Spitsov | Esqui cross-country                    | 15 km livre masculino             | Bronze  |
| Natalya Voronina | Patinação de velocidade                | 5000 m feminino                   | Bronze  |
| Natalia Nepryaeva Yulia Belorukova Anastasia Sedova Anna Nechaevskaya | Esqui cross-country                    | Revezamento 4x5 km feminino       | Bronze  |
| Ilya Burov | Esqui estilo livre                     | Aerials masculino                 | Bronze  |
| Sergey Ridzik | Esqui estilo livre                     | Ski cross masculino               | Bronze  |
| Andrey Larkov | Esqui cross-country                    | 50 km clássico masculino          | Bronze  |

Originalmente os Atletas Olímpicos da Rússia ganharam uma medalha de bronze nas duplas mistas do curling, mas devido ao teste positivo de Alexander Krushelnitskiy no antidoping para meldonium, a medalha foi cassada e repassada para a Noruega.
Legenda
| Recorde mundial      | Recorde mundial (World record)               |                       | Recorde africano                      | Recorde africano (African) |                                           | Q | Classificado por posição (Qualified) |
| Recorde olímpico     | Recorde olímpico (Olympic record)            | Recorde da América    | Recorde da América (Americas)         | q                          | Classificado por melhor tempo (Qualified) |   |                                      |
| Melhor marca do ano  | Melhor marca do ano (World leading)          | Recorde asiático      | Recorde asiático (Asian)              | DNS                        | Não largou (Did not start)                |   |                                      |
| Recorde nacional     | Recorde nacional (National record)           | Recorde europeu       | Recorde europeu (European)            | DNF                        | Não terminou (Did not finish)             |   |                                      |
| Recorde pessoal      | Recorde pessoal do atleta (Personal best)    | Recorde da Oceania    | Recorde da Oceania (Oceania)          | DSQ / DQ                   | Desclassificado (Disqualified)            |   |                                      |
| Recorde da temporada | Recorde da temporada do atleta (Season best) | Recorde sul-americano | Recorde sul-americano (South America) | NM                         | Sem marca (No mark)                       |   |                                      |